# Francis Banks
Francis Banks (tháng 2 năm 1865 – sau 1890) là một cầu thủ bóng đá người Anh từng thi đấu ở Football Alliance cho Small Heath. Banks sinh ra ở Aston, bây giờ là một phần Birmingham, và gia nhập Small Heath dự bị cho thủ môn Chris Charsley năm 1889. Trong trận đấu đầu tiên, ông bị thủng lưới 9 bàn trên sân khách trước Sheffield Wednesday, và trong 3 trận còn lại, cuối mùa giải 1889–90, ông để thủng lưới tổng cộng 19 lần. He then joined Warwick County of the Midland League.